# Talitha Cumi (The X-Files)
Talitha Cumi é o vigésimo quarto episódio e o final da terceira temporada da série de televisão de ficção científica The X-Files. Estreou na rede Fox, em 17 de maio de 1996, nos Estados Unidos. O roteiro foi escrito pelo criador da série Chris Carter, baseado em uma história que ele desenvolveu com o ator principal David Duchovny, e foi dirigido por R. W. Goodwin. O episódio é um dos vários que exploraram a mitologia abrangente da série. Talitha Cumi alcançou uma classificação familiar Nielsen de 11,2, sendo assistido por 17,86 milhões de pessoas em sua transmissão inicial. O episódio recebeu avaliações em sua maioria positivas dos críticos.
O programa é centrado nos agentes especiais do FBI Fox Mulder (David Duchovny) e Dana Scully (Gillian Anderson), que trabalham em casos ligados ao paranormal, chamados X-Files. Neste episódio, Mulder e Scully procuram um homem que parece possuir poderes estranhos, que pode ter informações sobre a família de Mulder e o Sindicato. "Talitha Cumi" é a primeira parte de um episódio de duas partes, iniciando a trama que é finalizada na estreia da quarta temporada, Herrenvolk.
A premissa básica de "Talitha Cumi", mais notavelmente a cena do interrogatório de Jeremiah Smith por O Homem Fumante (William B. Davis), foi fortemente influenciada por O Grande Inquisidor - um capítulo do romance de Fiódor Dostoiévski, Os Irmãos Karamazov - sugerido por Duchovny. O título "Talitha Cumi" é aramaico para "Menina, levante-se" e faz alusão à história bíblica da ressurreição da filha de Jairo.

## Concepção e escrita

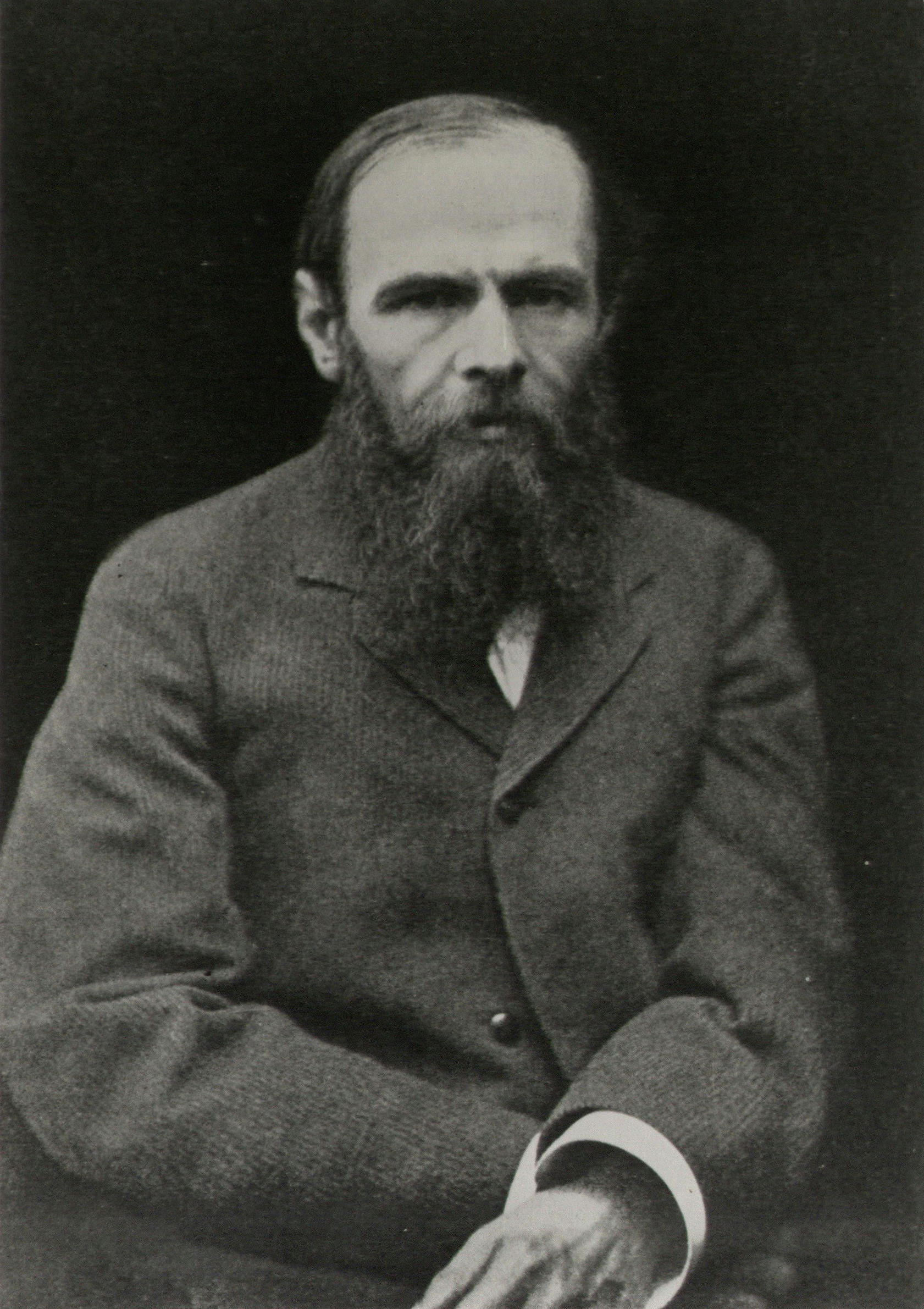
O romance de Dostoiévski Os Irmãos Karamazov influenciou a escrita do episódio.

Este episódio, por sugestão de David Duchovny, foi fortemente influenciado por "O Grande Inquisidor", um capítulo do romance de Fiódor Dostoiévski, Os Irmãos Karamazov. Isso ficou particularmente evidente nas cenas na prisão entre O Homem Fumante e Jeremiah Smith. Além disso, essa referência está inserida na história, em Smith curando o atirador e as vítimas do tiroteio no teaser do episódio, no título do restaurante - "The Brothers K" - e no título do episódio, originalmente de Marcos 5:41, em que Jesus cura a filha de Jairo e cita a frase aramaica que significa: "Menina, levante-se!" mas que também figura em Os Irmãos Karamazov. Essas referências foram originalmente sugeridas por David Duchovny para os episódios "Colony" e "End Game", mas nunca chegaram a esses episódios e foram usadas aqui.
Enquanto Carter escrevia "Talitha Cumi", ele decidiu que o tema principal do episódio seria a lealdade. Foi decidido que o compromisso de Mulder com os X-Files seria testado ao ver se ele estaria disposto a sacrificar aqueles com quem se importava, principalmente sua mãe, Scully, e a busca para encontrar sua irmã, Samantha. Além disso, a lealdade do Homem Fumante é que ele deve decidir se quer ou não se curar do câncer usando o poder de Jeremiah Smith. No final das contas, a lealdade de Mulder se mostra altruísta, enquanto o Homem Fumante escolhe o interesse próprio em vez da causa do Sindicato.

## Transmissão e recepção
Sempre há algo vagamente freudiano nas teorias da conspiração, não é? Figuras poderosas com motivos impenetráveis controlando a vida dos inocentes - bem, de um certo ângulo distorcido, é basicamente isso que os pais fazem. Acreditar em conspiração é acreditar que existe alguém por aí, em algum lugar, que pode fazer tudo fazer sentido. E é claro que você tem que impedi-los, porque você quer fazer o seu próprio tipo de sentido. 

— The A.V. Club Zack Handlen
O episódio ganhou uma classificação doméstica Nielsen de 11,2 com uma participação de 21, o que significa que cerca de 11,2% de todas as residências equipadas com televisão e 21% das residências que assistem à televisão estavam sintonizadas no episódio. Um total de 17,86 milhões de telespectadores assistiram a este episódio durante sua exibição original.
Escrevendo para o The A.V. Club, Zack Handlen classificou o episódio como "A", elogiando seu final de suspense e "boa narrativa". Handlen sentiu que o episódio tratou de temas familiares à série, mas de uma maneira que não parecia repetitiva; e novamente destacou o confronto de Jeremiah Smith com The Smoking Man.